# Indiana Film Journalists Association Awards 2015
7. ročník předávání cen asociace Indiana Film Journalists Association se konal dne 14. prosince 2015.

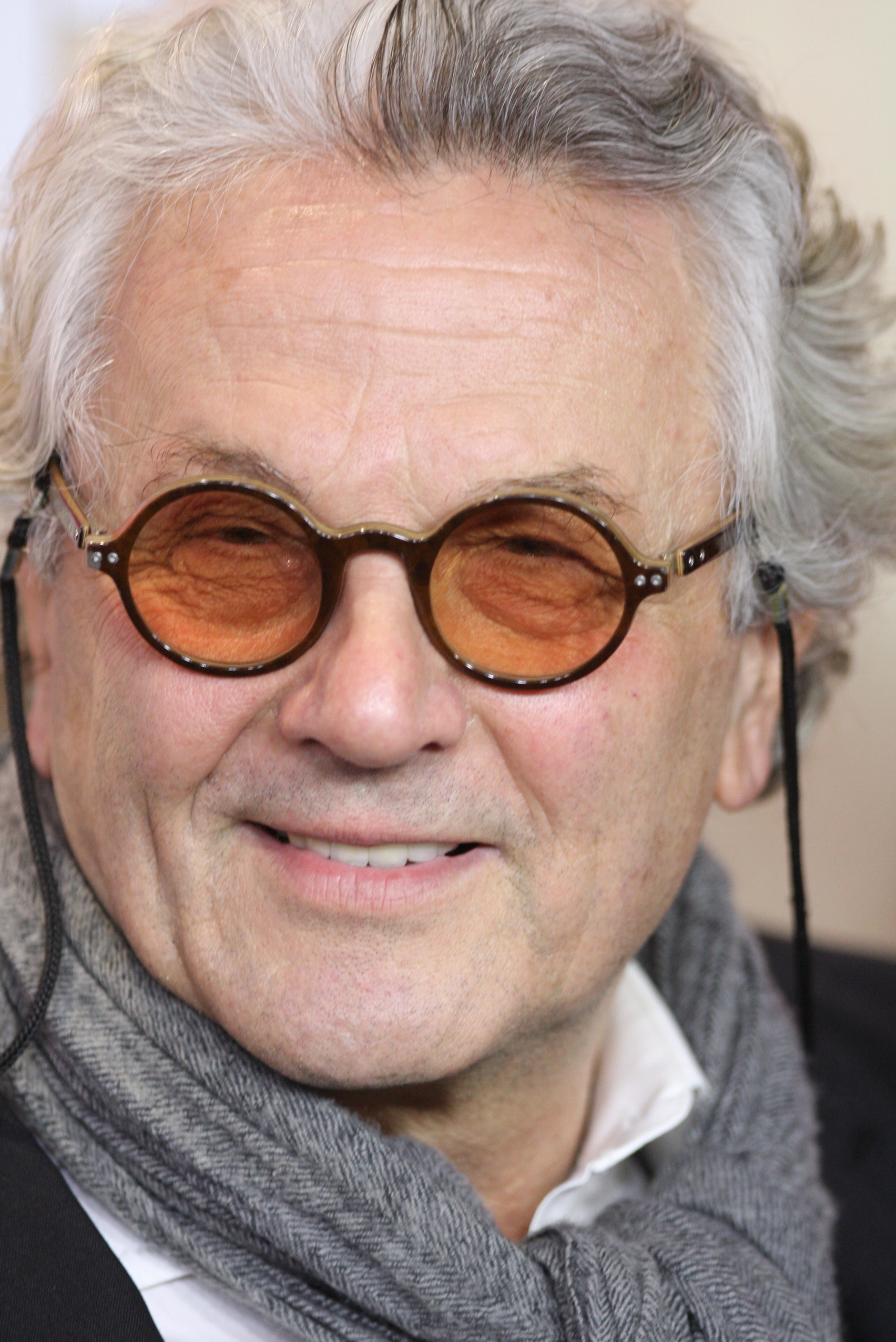
George Miller vítěz v kategorii nejlepší režie

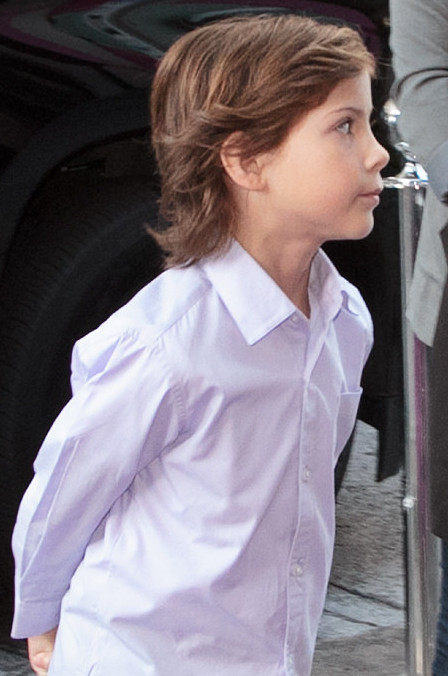
Jacob Tremblay vítěz v kategorii nejlepší herec v hlavní roli

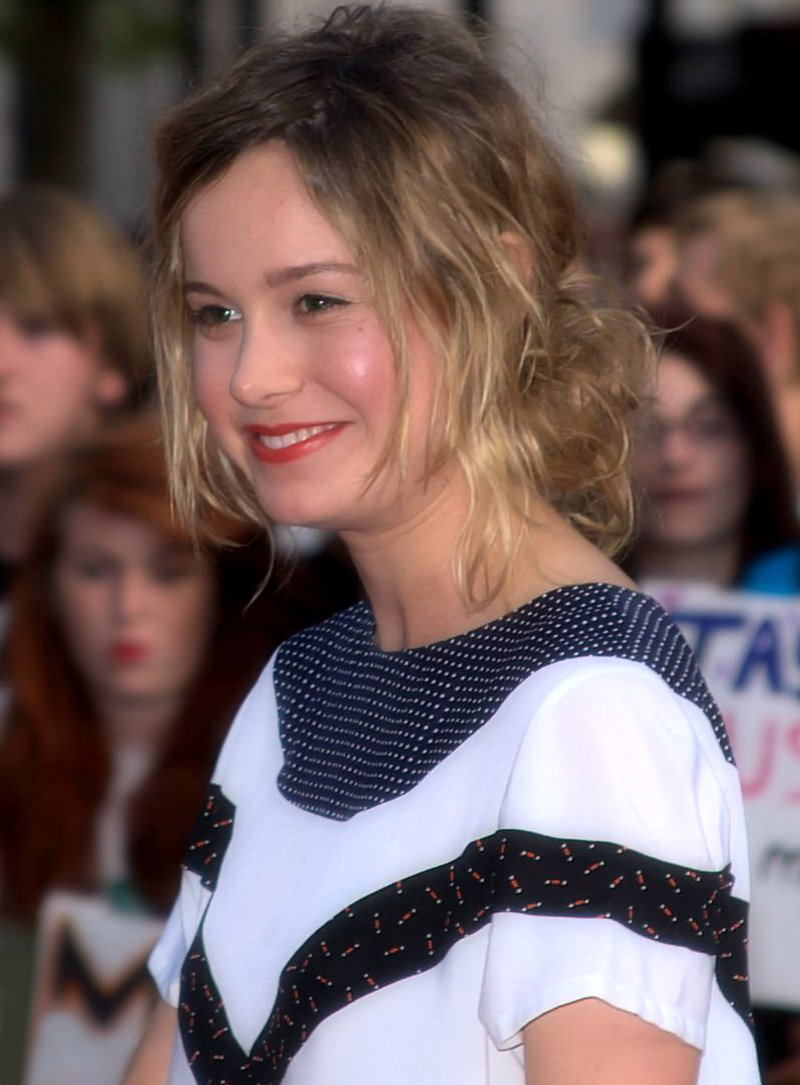
Brie Larson vítězka v kategorii nejlepší herečka v hlavní roli

## Vítězové a nominovaní

### Nejlepší film
1. Spotlight
2. Room

- Anomalisa
- Šílený Max: Zběsilá cesta
- Sázka na nejistotu
- Carol
- Marťan
- Room
- Straight Outta Compton
- Konec šňůry

### Nejlepší režisér
1. George Miller – Šílený Max: Zběsilá cesta
2. Tom McCarthy – Spotlight

### Nejlepší adaptovaný scénář
1. Emma Donoghue – Room
2. Eric Heisserer – Příchozí

### Nejlepší původní scénář
1. Tom McCarthy a Josh Singer – Spotlight
2. Adam McKay a Charles Randolph – Sázka na nejistotu

### Nejlepší herec v hlavní roli
1. Jacob Tremblay – Room
2. Jason Segel – Konec šňůry

### Nejlepší herečka v hlavní roli
1. Brie Larson – Room
2. Charlotte Rampling – 45 let

### Nejlepší herec ve vedlejší roli
1. Mark Ruffalo – Spotlight
2. Idris Elba – Bestie bez vlasti

### Nejlepší herečka ve vedlejší roli
1. Greta Gerwig – Mistress America
2. Elizabeth Banks – Love & Mercy

### Nejlepší dokument
1. Amy
2. Meru

### Nejlepší cizojazyčný film
1. Saulův syn
2. Dobrou, mámo

### Nejlepší animovaný film
1. Anomalisa
2. V hlavě

### Nejlepší skladatel
1. Junkie XL – Šílený Max: Zběsilá cesta
2. Rich Vreeland – Neutečeš

### Nejlepší hlas/zachycení pohybu
1. Phyllis Smith – V hlavě
2. Tom Noonan – Anomalisa

### Ocenění za originální vizy
1. Anomalisa
2. Chi-Raq

### Ocenění Hoosier
1. Angelo Pizzo